# Max Christen
Max Christen – szwajcarski kierowca wyścigowy.

## Kariera
W swojej karierze wyścigowej de Christen poświęcił się startom w wyścigach Grand Prix. W latach -1937-1939 Szwajcar był klasyfikowany w Mistrzostwach Europy AIACR, gdzie korzystał z własnego samochodu. W pierwszym sezonie startów uzbierał łącznie 39 punktów. Został sklasyfikowany na 33pozycji w klasyfikacji generalnej. Rok później z dorobkiem 28 punktów uplasował się na czternastym miejscu w końcowej klasyfikacji kierowców. W sezonie 1939 uzbierane 32 punktów dało mu 33 pozycję w klasyfikacji generalnej.